# St. Mauritius (Röttenbach)

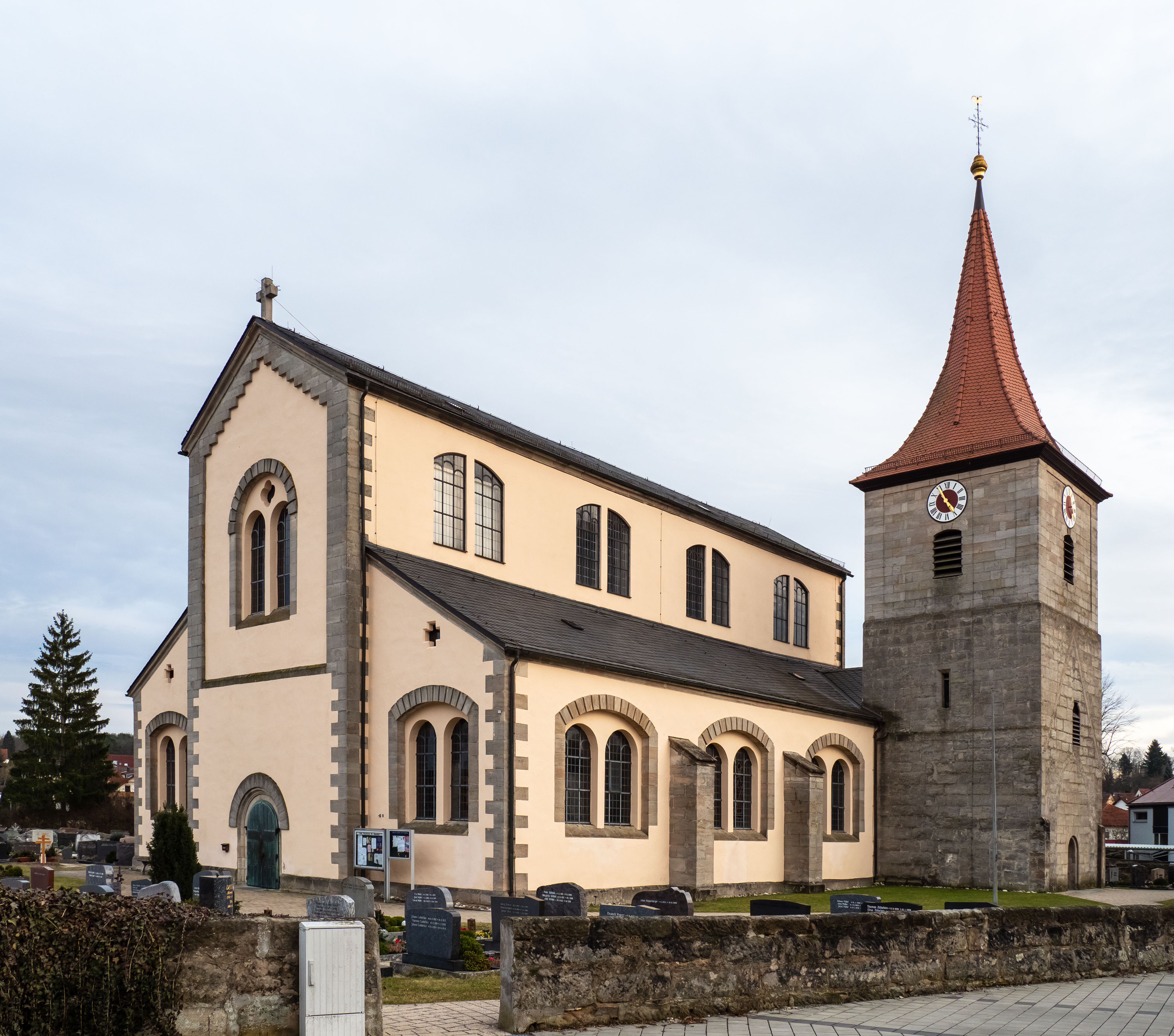
St. Mauritius (Röttenbach)

Die römisch-katholische, denkmalgeschützte Pfarrkirche St. Mauritius befindet sich in Röttenbach, einer Gemeinde im Landkreis Erlangen-Höchstadt (Mittelfranken, Bayern). Das Bauwerk ist unter der Denkmalnummer D-5-72-149-5 als Baudenkmal in der Bayerischen Denkmalliste eingetragen.

## Beschreibung
An den ehemaligen, beibehaltenen Chorturm der Saalkirche aus dem 15. Jahrhundert wurde 1844–50 nach Osten in Nord-Süd-Richtung eine Basilika angebaut. Am Mittelschiff befindet sich im Süden ein eingezogener, halbrund geschlossener Chor. Der mit einem achtseitigen Knickhelm bedeckte dreigeschossige Chorturm beherbergt in seinem obersten Geschoss die Turmuhr und den Glockenstuhl. Sein Erdgeschoss ist mit einem Kreuzrippengewölbe überspannt. Im Neubau, d. h. in der Basilika, stehen Statuen von Ignaz Günther, die er für die barocke Kirchenausstattung von St. Georg in Freising geschaffen hat. 
Die Orgel mit 23 Registern, zwei Manualen und einem Pedal wurde 2016 im alten Prospekt von Claudius Winterhalter eingebaut.